# Stargazy pie
L'Stargazy pie és un plat tradicional de la Gastronomia del Regne Unit, provinent de la regió de Cornualla. Es tracta d'una coca farcida feta de sardines, ous i patates, coberta amb una crosta de pasta trencada. Tot i que existeixen unes quantes variacions pel que fa a l'ús de diferents tipus de peixos, la característica diferencial de l'stargazy és que els caps dels peixos (i, a vegades, les cues) sobresurten per fora de la cobertura, de manera que semblen mirant al cel. Stargazy es traduiria al català com "observador d'estrelles".
El plat hauria estat originat en el poble de Mousehole, a Cornualla i és el sopar típic de la Nit de Tom Bawcock, que té lloc el 23 de desembre. Bawcock era un pescador de Mousehole que, davant una llarga època de temporals que va esgotar les reserves de menjar del poble, va arriscar-se a sortir a pescar enmig d'una gran tempesta, tornant amb un gran carregament de peix just abans de Nadal. Segons la llegenda, el poble va cuinar la càrrega sencera en una gran coca, barrejant fins a set tipus de peix, salvant-se de la inanició.
La història de Bawcock va ser popularitzada en el llibre infantil The Mousehole Cat, d'Antonia Barber, en el que també apareix aquest plat.

## Origen

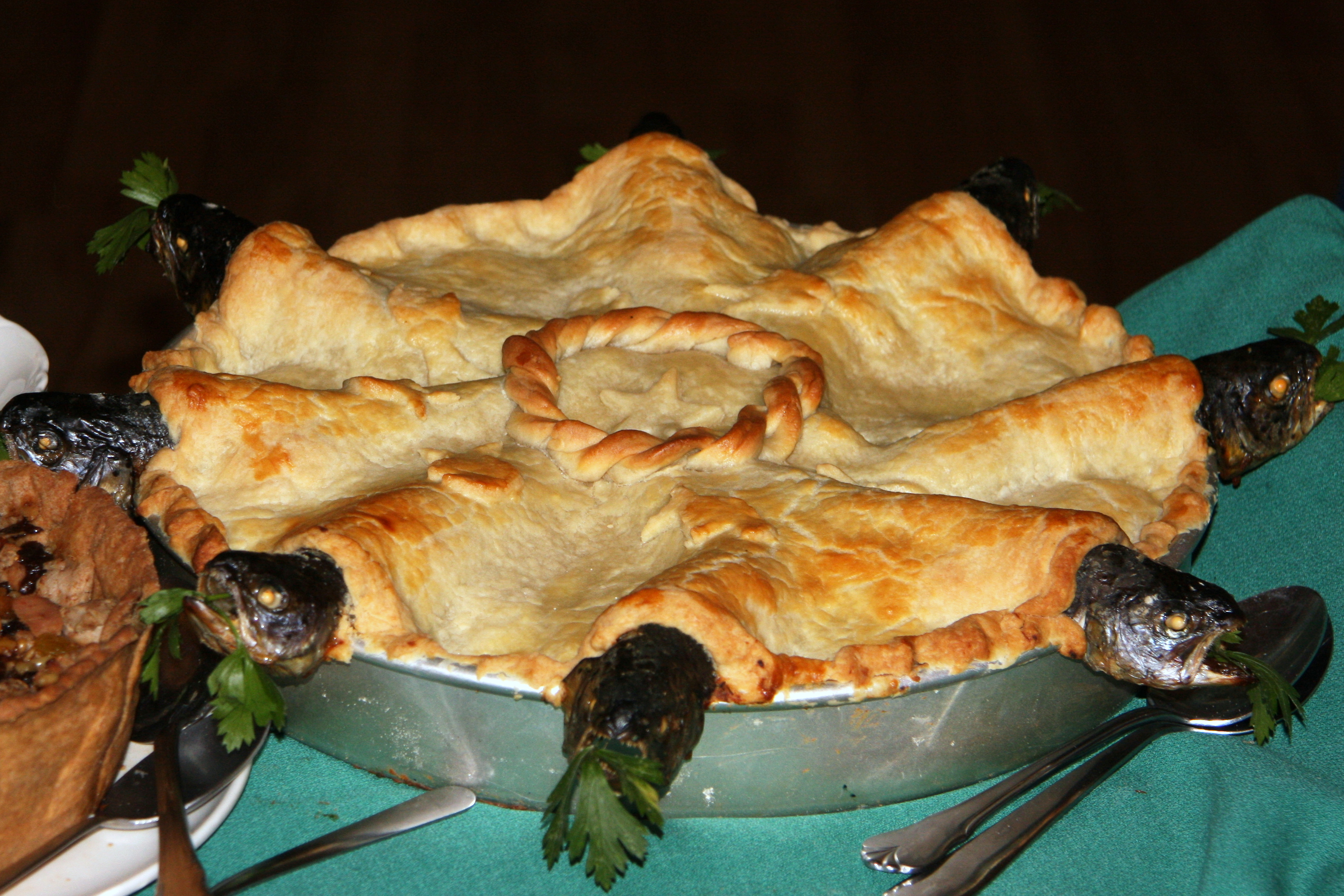
Les sardines han de manenir els seus caps

El plat sorgit a Mousehole té origen en la llegenda del valent Tom Bawcock, un pescador del segle xvi. Després de la seva gran gesta, el 23 de desembre se celebra una gran festa al poble, que inclou un festival amb fanalets i on es cuina una gran Stargazy pie pels vilatans.
Una tradició encara més antiga, mantinguda pels pescadors cap al final de desembre, incloïa cuinar una coca amb diverses classes de peix, símbol de la copiosa pesca de la regió. Podria ser que la Nit de Tom Bawcock es tracti d'una evolució d'aquella.
L'escriptor Morton Nance ja va parlar del festival en un article de 1927 a la revista Old Cornwall. Una altra dita popular explica que el Diable, en visita al Ponent d'Anglaterra, va travessar el riu Tamar, però no va gosar entrar a Cornualla en saber que als seus habitants els agradava cuinar una coca que farcien amb qualsevol cosa, per si de cas els venia de gust tastar-ne una de "diabòlica".
A merry plaas you may believe

woz Mowsel pon Tom Bawcock's Eve.

To be theer then oo wudn wesh

To sup o sibm soorts o fesh!

Wen morgee brath ad cleard tha path

Comed lances for a fry,

An then us had a bet o scad

an starry gazee py.

Nex cumd fermaads, braa thustee jaads

As maad ar oozles dry,

An ling an haak, enough to maak

a raunen shark to sy!

A aech wed clunk as ealth wer drunk

En bumpers bremmen y,

An wen up caam Tom Bawcock's naam

We praesed un to tha sky.

## Recepta

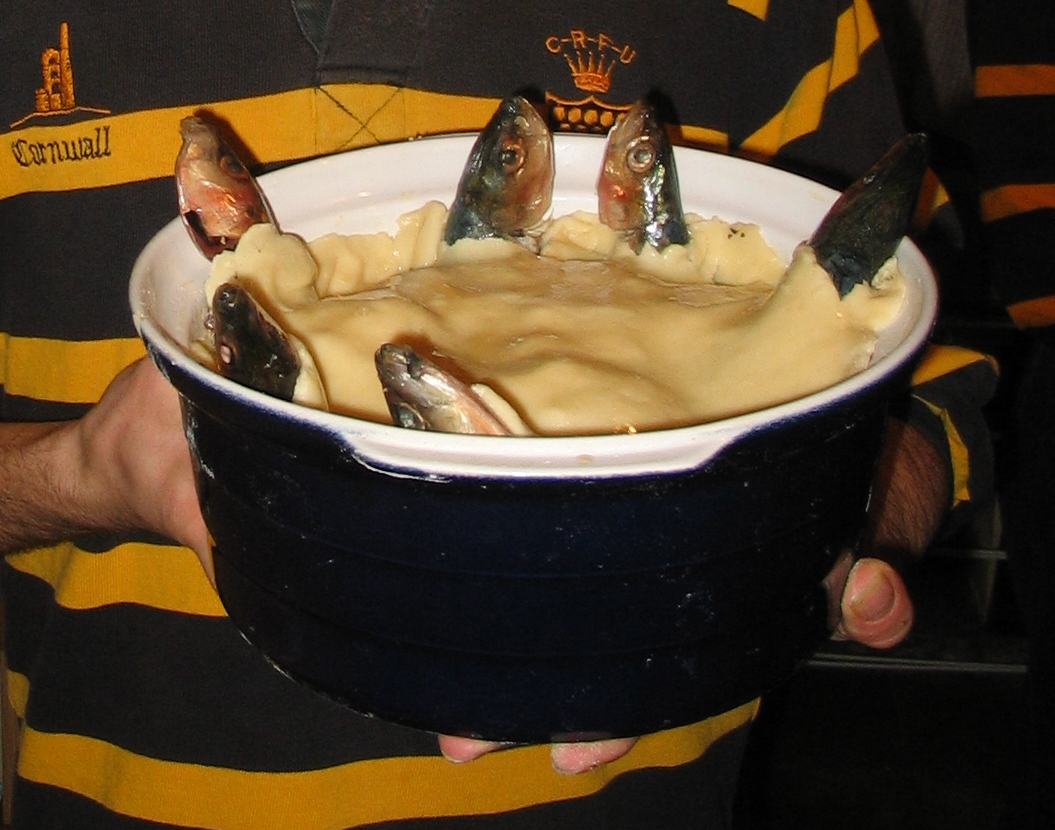
Stargazy pastís, amb les sardines que miren cap al cel, abans d'entrar al forn.

El pastís original de la llegenda incloïa anguila, verat, sardina, areng, gató i escolà, juntament amb un setè peix. En la recepta actual, l'ingredient principal és la sardina, tot i que el verat o l'areng són utilitzats com a substituts. Richard Stevenson, xef del The Ship Inn, l'única taverna de Mousehole, suggereix que es pot fer servir qualsevol peix blanc per preparar el farcit, i que es poden reservar les sardines només per la presentació del plat. El peix, tot i mantenir cap i cua, s'ha d'esbudellar i netejar. Juntament amb el peix, els altres ingredients essencials són llet, ous i patates bullides.
Tot mantenint aquests ingredients base, hi ha multitud de receptes que afegeixen altres ingredients, com ara ous durs, cansalada, ceba, mostassa o vi blanc. Altres alternatives al peix principal pot ser cranc de riu i conill o xai. L'stargazy sempre va coronat amb una tapa de pasta, generalment brisada, però de vegades s'empra pasta fullada, a través del qual els peixos treuen el cap per mirar les estrelles.
Malgrat que el British Food Trust descriu el plat com una recepta divertida i entretinguda pels nens; el New York Daily News el va incloure en la llista "Ecs! Coses repugnants que la gent es menja".